# 앤터니아 레이
앤토니아 레이(Antonia Rey, 영어 발음: /ænˈtoʊniə/, 1927년 10월 12일 ~ 2019년 2월 21일)는 미국의 배우이다.
아바나에서 태어났으며 맨해튼에서 사망하였다.

## 출연 작품
- Piñero (2001)
- 글로리아 (1999년)
- 키스 미, 귀도 (1997년)
- 온리 유 (1994년)
- 나 홀로 뉴욕에 (1992년)
- 야망의 제물 (1991년)
- 위험한 게임 (1987년)
- 와이즈 가이스 (1986년)
- 가보 토크 (1984년)
- 클레어보이언트 (1982년)
- 드림 하우스 (1981년)
- 도둑 신부 (1981년)
- 더 체인질링 (1980년)
- 헤어 (1979년)
- 집시들의 왕 (1978년)
- 브룩클린의 아이들 (1974년)
- 누가 그래 내가 무지개를 타지 못한다고 (1971년)
- 덕 (1971년)
- 파피 (1969년)
- 일망타진 (1968년)